# Velika nagrada Velike Britanije 1995
Velika nagrada Velike Britanije 1995 je bila osma dirka Svetovnega prvenstva Formule 1 v sezoni 1995. Odvijala se je 16. julija 1995 na dirkališču Silverstone. Na enainšestdeset krogov dolgi dirki je zmagal Johnny Herbert iz moštva Benetton, ki je štartal iz petega štartnega mesta. Jean Alesi je osvojil drugo mesto s Ferrarijem, David Coulthard pa tretje v Williamsu. Na mesta, ki prinašajo prvenstvene točke, so se uvrstili še Olivier Panis, Ligier, Mark Blundell, McLaren in Heinz-Harald Frentzen, Sauber. Herbertova zmaga je bila njegova prva v Formuli 1, za Benetton pa je bila to peta zmaga sezone. 
Dirko je v največji meri zaznamoval dvoboj med vodilnima dirkačema v dirkaškem prvenstvu, Michaelom Schumacherjem, Benetton, in Damonom Hillom, Williams. Hill, ki je osvojil najboljši štartni položaj na kvalifikacijah v spremenljivih vremenskih razmerah, je po štartu zadržal vodstvo, Schumacher pa je z drugega štartnega mesta ob zaviranju pred prvim ovinkom padel za Alesija na tretje mesto. Kljub temu, da ga je Alesi v počasnejšem Ferrariju zadrževal do svojega prvega postanka v boksih, je Schumacher s taktiko enega postanka v enainštiridesetem krogu, ko je Hill zavil na svoj drugi postanek v bokse za dolivanje goriva in menjavo pnevmatik, prevzel vodstvo. Štiri kroge za tem je Hill poskušal prehiteti Schumacherja, ob tem sta dirkača trčila, obtičala v pesku in oba odstopila. To je spremenilo boj Herberta in Coultharda za tretje mesto v boj za zmago. Coulthard je Herberta prehitel, toda padel je na tretje mesto tudi za Alesija, ko je moral na kazenski postanek zaradi prekoračitve omejitve med vožnjo v boksih. 

## Poročilo

### Pred dirko
Pred osmo dirko sezone je Benettonov dirkač Michael Schumacher vodil v dirkaškem seštevku Svetovnega prvenstva Formule 1 s 46-imi točkami pred Williamsvim dirkačem Damonom Hillom, ki je imel 35 točk, sledila pa sta jima Ferrarijeva dirkača, Jean Alesi in Gerhard Berger, ki sta imela 26 oziroma 17 točk. V konstruktorskem prvenstvu je vodil Benetton z 48-imi točkami pred Ferrarijem in Williamsom, ki sta imela 43 oziroma 42 točk. Po slabšem začetku sezone je Schumacher dosegel tri zaporedne zmago pred to dirko in je tudi v Silverstone prišel kot glavni favorit za zmago. Hill, na drugi strani, je zmagal na lanski dirki in je zmago pred domačimi navijači želel ubraniti. Postavil je tudi najhitrejši čas na junijskih testiranjih na tem dirkališču, ko je drugi čas postavil njegov moštveni kolega David Coulthard s sekundo zaostanka, Schumacher pa je zaostal še 0,2 sekunde. McLaren, Jordan, Footwork in Pacific so tudi sodelovali na teh testiranjih. Hill je bil še pod dodatnim pritiskom od začetka tedna dirke, saj je bila njegova žena Georgie tik pred porodom njunega tretjega otroka.
Za to dirko je prišlo do ene spremembe v dirkaški zasedbi, Footworkovega prvega dirkača Giannija Morbidellija je nadomestil rojak Massimiliano Papis, ki je zmagal na dirki Formule 3000 in je bil testni dirkač Lotusa v sezoni 1994, preden se je moštvo umaknilo iz Formule 1. Papisov prihod je v moštvo prinel dodatni sponzorski denar podjetja Altea, proizvajalca kravat, kar je skupaj s sponzorskim denarjem, ki ga je v moštvo pripeljal Papisov moštveni kolega Taki Inoue, zadoščalo za pokritje vseh stroškov moštva do konca sezone. Morbidellija so zadržali kot testnega dirkača, na dirki za Veliko nagrado Pacifika pa je ponovno nastopil kot dirkač.
Pred dirko se je veliko govorilo o dirkaški zasedbi za prihodnjo sezono, govorice so Schumacherja postavljale v Ferrari namesto Bergerja, ki je razmišljal o prestopu k Williamsu. Hillova dirkaška prihodnost je bila tudi negotova, podobno je veljalo tudi za njegovega moštvenega kolego Davida Coultharda, ki je imel za sezono 1996 pogodbeno možnost za prestop v McLaren. Sauberjev dirkač Heinz-Harald Frentzen je bil tudi eden od kandidatov za potencialno prost sedež v Williamsu za sezono 1996. Schumacherjeva odločitev bi pomenila sprostitev menjav dirkačev med moštvi, zaradi njegovega statusa aktualnega Svetovnega prvaka, sploh edinega Svetovnega prvaka med aktivnimi dirkači in dirkača, ki je veljal za najhitrejšega v karavani Formule 1. Johnny Herbert, Schjumacherjev moštveni kolega pri Benettonu, naj bi bil tudi v nevarnosti, da izgubil svoj sedež proti Josu Verstappenu, ki je postal po finančnem zlomu moštva Simtek po dirki za Veliko nagrado Monaka prost, pogodbeno pa je bil vezan na Flavia Briatoreja. Kljub eni uvrstitve na stopničke v prvi polovici sezone, je Herbert le redko lahko sledil tempu Schumacherja in je odpeljal le dva kroga na zadnjih dveh dirkah. Govorilo se je tudi o potencialni novi ekipi, japonskem proizvajalcu avtomobilov Dome, ki je bil v procesu izdelave dirkalnika Formule 1 za sezono 1997.
Več moštev je za to dirko naredilo spremembe na svojih dirkalnikih. Ferrari je na dirkalniku 412T2 spremenil stranska krilca za izboljšanje pretoka zraka okoli pnevmatik, difuzor pa so nadomestili s starejšo različico iz začetka sezone. Ligier je dirkalnik Martina Brundla prvič opremilo s servo volanom, odločil se je za njegovo uporabo tudi na dirki med tem, ko ga njegov moštveni kolega, Olivier Panis, ki je nastopal s starejšo različico dirkalnika, ni uporabil za dirko. McLaren se je vrnil k starejši geometriji vzmetenja za dirkalnik MP4/10B, Mika Häkkinen pa je nastopal z močnejšo različico Mercedesovega motorja V10 od nedeljskega ogrevanja. Šef moštva Ron Dennis je v tednu pred dirko ponovno zaposlil izkušenega dizajnerja Steva Nicholsa, ki je za moštvo delal že v osemdesetih letih. Tudi Footwork se je vrnil k predhodni različici vzmetenja, Jordan pa je na svoje dirkalnike namestil senzorje za zavorne diske. Fortijevo moštvo je predstavilo različico šasije FG01 za Roberta Morena. Prvi dirkač moštva Pedro Diniz pa je prvič nastopal z dirkalnikom s starejšo specifikacijo iz dirke za Veliko nagrado Francije. Spremembe aerodinamičnega paketa so pomenile višji nos dirkalnika in nova stranska krilca. Oba dirkača sta testirala tudi novo različico motorja Ford-Cosworth ED na prostih treningih.
V tednu pred dirko je Williamsov glavni dizajner Adrian Newey ponovno oživil kritike o podobnosti dirkalnikov Benetton B195 in Ligier JS41, ki so se prvič pojavile na prvi dirki sezone za Veliko nagrado Brazilije. Kljub temu da je Fédération Internationale de l'Automobile (FIA) razglasila dirkalnik JS41 za legalen že na začetku sezone, je Newey dejal: »kar se tiče geometrije vzmetenja in aerodinamike bi rekel, da sta dirkalnika identična. [...] Glede na predvidene posledice, bomo kmalu v položaju serije IndyCar. To je zelo nevarno.« Ob pripravi Williamsa na dirko je Hill testiral dirkalnik Williams FW17 z jeklenimi zavornimi diski, namesto standardnih iz karbonskih vlaken, in je bil zadovoljen z njimi.

### Prosti treningi in kvalifikacije
"Moj zadnji poskus je bil že bližje temu, kar sem pričakoval. Bilo je le vprašanje bolj agresivne vožnje z nekaj več tveganja. Nekajkrat me je odneslo bočno in ob izhodu iz zadnjega ovinka sem preveč zapeljal čez robnik, toda tam si ne moreš privoščiti, da spustiš plin niti za sekundo. Moraš le tiščati pedal za plin in upati, da dirkalnika ne bo odneslo preveč na travo.
Po mojem najhitrejšem krogu sem videl, da sem na prvem mestu, na enem od velikih televizijskih zaslonov ob dirkališču. Ko sem vozil do boksov, so navijači na tribunah vseskozi mahali z zastavami, kar me je razveselilo."

Damon Hill o svojem najhitrejšem času v petkovih kvalifikacijah.
Pred dirko sta potekala dva prosta treninga, prvi med 9:30 in 11:15 po lokalnem času v petek, drugi pa ob istem času v soboto. Vsak dirkač je bil omejen na 23 krogov prostega treninga na dan. Kvalifikacije so bile razdeljene v dva enourna dela, prvi je potekal v petek med 13:00 in 14:00, drugo pa v soboto ob istem času. Za štartno vrsto je štel najhitrejši krog, postavljen na prvem ali drugem delu kvalifikacij. Vsak dirkač je bil omejen na dvanajst krogov na kvalifikacije.
Schumacher je postavil najhitrejši krog na petkovem prostem treningu, ki je potekal v suhem in oblačnem vremenu, s časom 1:29.238. Hill je bil drugi z zaostankom manj kot štirih stotink sekunde, sledili so še Alesi, Coulthard, Herbert in Berger, vseh šest dirkačev najboljših treh moštev v konstruktorskem prvenstvu. Kljub najboljšemu času, Schumacher ni bil zadovoljen z obnašanjem svojega Benettona, pritoževal se je nad več podkrmarjenja dirkalnika, kot ob testiranjih na tem dirkališču.
Na petkovem kvalifikacijskem treningu je bilo breme suho in sončno, toda vetrovno, zaradi česar so se morali dirkači spopadati z močnimi sunki vetra s strani na tem dirkališču z veliko hitrimi ovinki. Trening je zaznamoval hud boj obeh protagonistov, ki sta bila v boju za dirkaški naslov, Schumacherja in Hilla, za najboljši štartni položaj, ob stezi se je zbralo 37.000 gledalcev. Schumacher je na začetku postavil najhitrejši čas 1:29,151, kar je kasneje izboljšal na 1:28,387. Hill je na začetku treninga težave s pariranjem Schumacherjevim časom, predvsem je izgubljal v zadnjem, bolj zavitem sektorju kroga, toda po spremembi v nastavitvah dirkalnika je v zadnjih desetih krogih postavil najhitrejši čas treninga s 1:28,124. Schumacher je na svojem dirkalniku povečal podtlak svojega dirkalnika, s čimer je kompenziral podkrmarjenje dirkalnika, toda izkazalo se je, da je s tem preveč padla končna hitrost na ravninah, zato je padel na drugo mesto, toda verjel je v možnost občutnejšega izboljšanja nastavitev in s tem vodljivosti dirkalnika za sobotni trening. Coulthard, ki je na tretjem mesto zaostajal za Hillom za 0,8 sekunde, je za tak rezultat krivil sunke vetra z boka, zaradi česar je bil zadek njegovega dirkalnika preveč nestabilen. Berger in Alesi sta za Ferrari dosegla četrto oziroma šesto mesto, oba pa proti dirkačem Williamsa in Benettona z Renaultovem motorjem zaostajala v končni hitrosti, kot italijansko moštvo pa Ferrari tudi ni smel sodelovati na testiranjih na tem dirkališču. Šef moštva Jean Todt je vseeno nemožnost testiranja označil za slab izgovor za slabo konkurenčnost Ferrarijevega dirkalnika v primerjavi z začetkom sezone. Herbert je ločeval oba Ferrarija v drugem Benettonu, tudi on pa se je pritoževal na nestabilnim zadkom svojega dirkalnika. Eddie Irvine je postavil sedmi čas v Jordanu, kljub ponavljajočim se težavam z uravnoteženostjo zavor, osmi pa je bil Häkkinen, hitrejši od obeh McLarnov. Tudi v potencialni peti vrsti sta stala enaka dirkalnika, Rubens Barrichello v drugem Jordanu in Mark Blundell v drugem McLarnu. Brundle je osvojil enajsto mesto, več kot sekundo pred moštvenim kolegom Panisom v Ligieru, ki je bil trinajsti, oba pa sta se pritoževala nad slabo vožnjo dirkalnika čez neravnine. Med slednja se je uvrstil Frentzen, Sauber, ki je bil 1,5 sekunde hitrejši od moštvenega kolega, Jean-Christopha Boulliona na šestnajstem mestu. Ukjo Katajama je bil štirinajsti v Tyrrellu, pred Pierluigijem Martinijem v Minardiju, kar bi bila zanj najboljša uvrstitev sezone na kvalifikacijah. Za Boullionom je Papis postavil sedemnajsti čas v svojih prvih kvalifikacijah kariere, uvrstil se je med Takija Inoua in Luco Badoerja v drugem Minardiju, ki po vrtenju in okvari menjalnika ni opravil vseh svojih krogov. Na začelje štartne vrste sta se uvrstila Diniz in Moreno, Forti, med njiju pa še Bertrand Gachot, Pacific. Dva dirkača pa nista imela veljavnega kvalifikacijskega časa: Mika Salo, ki ni ustavil svojega Tyrrella za tehtanje v boksih, kljub utripajoči rdeči luči, ki označuje izbran dirkalnik za tehtanje, zaradi česar so mu komisarji črtali vse postavljene čase. Andrea Montermini pa na treningu sploh ni sodeloval zaradi okvare zavor na svojem dirkalniku, Pacific zaradi omejenih finančnih sredstev tudi ni imel rezervnega dirkalnika.
Sobotni prosti trening je potekal v mešanih vremenskih razmerah, ob začetku je bilo suho, kasneje pa je manjša ploha namočila stezo. Zaradi tega so bili časi dirkačev počasnejši, med časi dirkačev pa je bila tudi večja razlika glede na petkov prosti trening. Schumacher je postavil najhitrejši čas 1:31,390, ob tem pa je povedal, da je bila vodljivost dirkalnika mnogo boljša kot v petek. Po uvrstitvi so mu sledili Alesi, Coulthard, Herbert, Panis in Frentzen. Hill je osvojil dvaindvajseto mesto zaradi vrtenja na mokri stezi, ob poskusu ponovnega zagona dirkalnika pa je prišlo do okvare na prenosu. Alesi je postavil najhitrejši čas treninga, toda v času rumenih zastav na stezi zaradi vrtenja Hilla. Kasneje je rahlo trčil z Gachotovim Pacificom, ujel dirkalnik pri visoki hitrosti in zapeljal v bokse, kjer se je zavrtel, da se je izognil mehanikom, ki so ravno porivali drugi Pacificov dirkalnik Monterminija v garažo. Komisarji so lahko na lastne oči videli incident, toda najprej so pomotoma na zaslišanje poklicali Alesijevega moštvenega kolega Bergerja, kasneje pa še Alesija, ki pa ni bil kaznovan.

»Veliko televizijskih hiš je spoznalo, da so lahko kvalifikacije vrhunec dirkaškega konca tedna. Več kot 30 držav je neposredno prenašalo kvalifikacije iz Silverstona, gledalci pa so gledali prazno stezo. Nekaj moramo storiti in situacijo bomo predebatirali na komisiji Formule 1. Obstajata dve potencialni rešitvi. Ena je, da se za štartna mesta šteje seštevek najboljših časov v petek in soboto, tako bi morala moštva nastopati kljub slabšim vremenskim pogojem, druga pa da za štartna mesta štejejo le sobotne kvalifikacije. To je le moje mnenje, toda raje imam drugo možnost. Lahko bi imeli petkov prosti trening z merjenjem časa, ki pa ne bi štel za štartna mesta, saj je zame, petek izguba časa.«

Predsednik FIA Max Mosley o težavah obstoječega sistema kvalifikacij, ki jih je izpostavilo deževno vreme v soboto.
Dež je še vedno padal tudi na sobotnih kvalifikacijah, počasnejša steza pa je pomenila, da noben od dirkačev ni mogel izboljšati svojega petkovega časa, tako je Hill že osvojil najboljši štartni položaj. Le Salo in Montermini sta dosegla časa, ki sta bila upoštevana za štartno vrsto, prvi je dosegel četrti čas treninga, ki pa je bil kar 12 sekund počasnejši od Morenovega petkovega, s tem je osvojil petindvajseto štartno mesto, Montermini pa je za njim zaostal za štiri sekunde in osvojil zadnje štartno mesto. Na razočaranje gledalcev ob stezi in pred televizijskimi zasloni, je večina moštev odpeljala le nekaj krogov na mokri stezi, Häkkinen, Inoue in Gachot sploh niso postavili časa, Blundell, Diniz in Martini pa so odpeljali le po en počasen krog. Razočarani so bili tudi nekateri dirkači in moštva, ki so menili, da na petkovih kvalifikacijah niso dosegli dovolj dobre uvrstitve, ter Häkkinen in Irvine, ki sta imela za soboto nameščen močnejši motor, kar bi jima na suhi stezi prineslo občutno prednost. Benettonovi mehaniki so imeli veliko dela, najprej je Schumacher zdrsnil s steze v ovinku Stowe ter se vrnil na stezo po delu starejšega dirkališča, Herbert pa je izgubil nadzor nad dirkalnikom na stoječi vodi v ovinku Copse, se zavrtel in močno trčil v zaščitne gume. Herbert se pri tem ni poškodoval, mehaniki pa so tudi uspeli popraviti školjko dirkalnika B195. Coulthard je bil s časom 1:29,752 najhitrejši, sledili so mu Schumacher, Alesi, Salo, Hill, Barrichello, Brundle, Badoer, Irvine in Frentzen do desetega mesta. Hill je priznal, da so bile te kvalifikacije zanj manjše razočaranje, glede napovedi za dirko pa je bil previden, saj mu v prvem delu sezone že dvakrat ni uspelo zmagati z najboljšega štartnega položaja, vseeno pa je bil zadovoljen z razpletom kvalifikacij. Schumacher je bil razočaran zaradi vremenskih razmer, toda bil je optimističen glede konkurenčnosti dirkalnika tako na suhi kot mokri stezi.
Pomanjkanje akcije na stezi zaradi dežnih razmer in dvodnevnega sistema kvalifikacij je v paddocku Formule 1 povzročilo zaskrbljenost, da je bilo 40.000 gledalcev, ki je za ogled sobotnih kvalifikacij kupili vstopnice, oškodovanih. Šef McLarna Ron Dennis je predlagal, da bi morala biti prepoved uporabe rezervnih dirkalnikov v primeru dežja odpravljena, dizajner Pacifica Frank Coppuck pa je za kvalifikacije predlagal poseben sistem točkovanja ob seštevku najhitrejših časov obeh treningov. Predsednik FIA Max Mosley je potrdil, da je aktualni sistem kvalifikacih v postopku prenove, morebitne spremembe pa bi veljale za sezono 1996. Kvalifikacije v enem dnevu so bile uporabljene od dirke za Veliko nagrado Avstralije 1996.

### Dirka
V nedeljo zjutraj ob 9:30 je potekal ogrevalni trening pred dirko, ki je trajal pol ure. Potekal je na suhi stezi. Häkkinen, ki je prvič nastopal z izboljšano različico Mercedesovega motorja, je postavil najboljši čas treninga s 1:29,685. Kljub temu da je bil čas za razliko od ostalih dosežen na povsem novih pnevmatikah, je bila to vseeno spodbudno za moštvo McLarna, ki je imelo v dotedanjem delu sezone veliko težav. Drugo mesto je osvojil Hill, sledili pa so jima še Coulthard, Alesi, Berger in Schumacher. Hill je povedal, da se je dirkalnik dobro obnašal z nastavitvami za dirko, Schumacher pa se je osredotočil na preverjanje porabe goriva, zato niti ni poskušal postaviti res hitrega časa. Berger pa svojemu moštvu ni pripisoval dobrih možnosti za dirko, po njegovem naj bi le dežna dirka Ferrarijema dirkačema omogočala boj za zmago. Herbert je postavil dvanajsti čas tudi zaradi okvarjenega blažilnika, ki pa je bil zamenjan še pravočasno za dirko.
Pol ure pred dirko je pričelo deževati, toda le za kratko, tako da je bila steza ob 14:00 že skoraj suha, temperatura zraka pa je bila 22 °C. Okoli 110.000 gledalcev se je udeležilo dirke, od tega 20.000 na glavni tribuni. Prvič v zgodovini dirke je bilo število vstopnic v splošni prodaji omejeno, da bi bil vsem gledalcem omogočen dober pogled na dogajanje na stezi. Na ogrevalnem krogu je Montermini opravil prepovedani poskus štarta, zaradi česar je bilo moštvo Pacific kaznovano s 5.000 $, kazen pa je bila zamrznjena za tri dirke.
Ob štartu je Hill zadržal vodstvo, Alesi pa se je s šestega mesta prebil na drugo, pred Schumacherja. Tudi Salo je dobro štartal, saj se je ob koncu prvega kroga prebil že do sedemnajstega mesta. Berger in Irvine pa sta imela težavo s spuščanjem sklopke ob štartu, zaradi česar sta padla na deveto oziroma trinajsto mesto. Ob koncu prvega kroga je imel Hill 1,1 sekunde prednosti pred Alesijem, ki so mu sledili Schumacher, Coulthard, Herbert, Häkkinen, Barrichello, Brundle, Berger, Frentzen, Blundell, Panis, Irvine, Martini, Katajama, Boullion, Salo, Papis, Inoue, Gachot, Badoer, Diniz, Montermini in Moreno. V drugem krogu je Irvine poskušal prehiteti Panisa v šikani Abbey, toda pri tem se je zavrtel in padel daleč nazaj, kmalu za tem pa je kot prvi dirkač na dirki odstopil zaradi okvare motorja. Berger je poskušal prehiteti Brundla, Montermini pa je uspel prehiteti Diniza. V ospredju je Hill nadzoroval dirko in je svojo prednost pred Alesijem povečal na 6,2 sekunde v petem krogu in 12 sekund v dvanajstem krogu. V tem delu dirke je Alesi zadrževal Schumacherja, ki je bil vseskozi tik za njim, toda zaradi aerodinamične turbolence, ki jo je povzročal Alesijem Ferrari, mu ni uspelo priti v zavetrje ter s tem v priložnost za prehitevanje. V ozadnju pa je bilo nekaj prehitevanj, Blundell in Panis sta v prvih krogih oba obšla Frentzna, Katajama in Boullion pa Martinija, povsem v ozadju pa je Badoer prehitel Gachota. Diniz je v šestem krogu opravil prvega od svojih treh postankov za pregled menjalnika na njegovem Fortiju, v osmem krogu pa je dokončno odstopil, njegov moštveni kolega Moreno je svoj prvi postanek opravil v devetem krogu, s krogom zaostanka za vodilnim pa je lahko nadaljeval.
Hill je še povečeval svojo prednost pred ostaili, komisarji dirke pa so obvestili moštvi Jordana in Ligiera, da sta njuna dirkača Barrichello in Panis kaznovana zaradi prezgodnjega štarta z desetsekundnim postankom v boksih. Oba dirkača sta bila za enak prekršek kaznovana že na dirki za dirkah za Veliko nagrado Francije in Veliko nagrado Monaka. Panis je kazenski postanek opravil v dvanajstem krogu, zaradi česar je padel z enajstega na štirinajsto mesto, Barrichello pa je s sedmega kazenski postanek opravil tri kroge za tem, padel pa je na enajsto mesto. Oba dirkača sta kasneje protestirala zaradi kazni. V petnajstem krogu je svoj prvi načrtovani postanek v boksih opravil Coulthard, ki sta ga zadrževala Alesi in Schumacher, z zgodnjim prvim postankom je poskušal prehiteti Alesija. Ob vrnitvi na stezo je Coulthardov Williams urpel napako na elektroniki, ki je vplivala na nadzor plina ob prestavljanju, toda vseeno je nadaljeval na devetem mestu. V naslednjih krogih je bilo v boksih gneča, saj so vsi dirkači, ki so bili na taktiki dveh postankov v boksih, zapeljali na menjavo pnevmatik in dolivanje goriva. V sedemnajstem krogu se je Brundle v ovinku Luffield zavrtel in obtičal v pesku, Inoue je z osemnajstega mesta odstopil zaradi podobne napake, ob kateri mu je ugasnil motor. V istem krogu je Montermini zapeljal na postanek v bokse z devetnajstega mesta, ki ga je zadržal tudi po vrnitvi na stezo. Krog kasneje je svoj prvi postanek opravil Alesi z drugega mesta, s čimer je Schumacher dobil prosto stezo pred seboj, na stezo pa se je vrnil tik pred Coultharda, med tem ko je Barrichello, ki je po kazni pridobival mesta, prehitel Frentzna za osmo mesto. Schumacher je začel zmanjševati Hillovo vodstvo, ki je bilo že 19,5 sekunde. Salo je v devetnajstem krogu opravil postanek v boksih, zaradi česar je padel za Papisa in oba dirkača Minardija, toda prehitel je Boulliona, ki je opravil postanek krog za tem. V enaindvajsetem krogu sta tako Häkkinen, ko tudi Berger, ki sta držala četrto oziroma peto mesto, odstopila, Häkkinen zaradi težave z elektroniko in odpovedjo hidravličnega sistema, Berger pa zaradi nepravilno nameščenega levega prednjega kolesa. Ostali dirkači na taktiki dveh postankov so svoje postanke opravili v enaindvajsetem in dvaindvajsetem krogu, Herbert je kljub postanku zadržal tretje mesto, pred Alesijem in Coulthardom, Blundell je s četrtega mesta padel na sedmo mesto, Gachot je ostal šestnajsti, Barrichello in Panis pa sta tudi opravila svoja prva postanka za menjavo pnevmatik in dolivanje goriva, Jordanov dirkač je padel s sedmega na osmo mesto, Ligierov pa z devetega na enajsto. V ospredju je Hill svoj postanek opravil v dvaindvajsetem krogu, na stezo pa se je vrnil devet sekund za Schumacherjem, ki je tako prevzel vodstvo. V tem delu dirke je prišlo še do nadaljnjih odstopov, Montermini se je v prav tem krogu zavrtel na pesek s sedemnajstega mesta, Katajama pa je krog kasneje končal dirko zaradi pomanjkanja goriva z osmega mesta, ko je bil na poti v bokse. Ob koncu triindvajsetega kroga je tako vodil Schumacher, sledili pa so mu Hill, Herbert, Alesi, Coulthard, Frentzen, Blundell, Barrichello, Martini, Papis, Panis, Badoer, Salo, Boullion, Gachot in Moreno.
Na novih pnevmatikah je Hill začel zmanjševati Schumacherjevo vodstvo devetih sekund, toda že po nekaj krogih mu je nemški dirkač začel bežati zaradi manjše količine goriva v rezervoarju dirkalnika. Ostalim moštvom je proti polovici dirke postajalo vse bolj jasno, da je Schumacher na taktiki enega postanka v boksih, kar je pomenilo še po en postanek zako zanj, kot tudi za Hilla. Tudi Frentzen, Papis in Minardijeva dirkača so se odločili za strategijo enega postanka v boksih, Papis in Martini sta preveč izrabila pnevmatike, zato ju je Panis uspel prehiteti kmalu po svojem drugem postanku. Papis je opravil svoj prvi postanek kariere Formule 1 v osemindvajsetem krogu, toda pri izhodu iz boksih je trčil v ogrado, poškodoval vzmetenje svojega Footworkovega dirkalnika in nekaj ovinkov kasneje odstopil. Krog kasneje je Frentzen padel s šestega na osmo mesto po svojem edinem postanku v bokih, štiri kroge kasneje pa ga je prehitel še Panis, iz enakega razloga je Martini padel z desetega na trinajsto mesto v tridesetem krogu, Badoer pa z desetega na trinajsto mesto v dvaintridesetem krogu. V ospredju je Hill ponovno prevzel vodstvo v enaintridesetem krogu, ko je Schumacher opravil svoj edini postanek v boksih in se na stezo vrnil z zaostankom dvajsetih sekund. Hill si je za tem močno prizadeval povečati svojo prednost pred Schumacherjem, postavil je tudi najhitrejši krog dirke s 1:29,752 v sedemintridesetem krogu, da bi po svojem drugem postanku zadržal vodstvo. Salo je pričel serijo drugih postankov v boksih krog kasneje, kmalu pa so mu sledili še Alesi, Herbert, Barrichello, Boullion, Gachot, Blundell, Panis in Coulthard. Coulthardov postanek, kljub temu da je pridobil mesto proti Alesiju, je bil zaradi okvare elektronike problematičen, saj omejevalnik hitrosti v boksih ni deloval, tako da je prekoračil najvišjo dovoljeno hitrost v boksih 80 km/h, kar se kaznuje kot prezgodnji štart s kazenskim desetsekundnim postankom. Hill je svoj drugi postanek opravil v enainštiridesetem krogu, ko je imel sedemindvajset sekund prednosti pred Schumacherjem, ob vrnitvni na stezo sta bila vzporedno, toda Schumacher ga je zaradi višje hitrosti uspel prehiteti pred serijo ovinkom Maggotts, Becketts in Chapel. Po opravljenih načrtovanih postankih v boksih je tako vodil Schumacher tik pred Hillom, nato je bila do Herberta večja razlika, tik za njim pa je bil Coulthard, sledili pa so jim še Alesi, Blundell, Barrichello, Panis, Frentzen, Martini, Badoer, Salo, Boullion, Gachot in Moreno, slednji je štiri kroge kasneje odstopil zaradi padca hidravličnega pritiska v pnevmatskih ventilih motorja njegovega Fortija.
Schumacher in Hill sta zdaj imela podobno količino goriva v rezervoarjih svojih dirkalnikov, toda Hill je imel bolje ohranjene pnevmatike, zato je takoj začel napadati vodilnega. V šestinštiridesetem krogu je Hill poskušal s prehitevalnim manevrom v ovinku Stowe, toda ker mu je bil v napoto za krog zaostali dirkač Boullion, je moral popustiti. V drugem delu istega kroga je Hill poskusil znova, tokrat po notranji strani v ovinku Priory, toda Schumacher je zavil v ovinek po dirkaški liniji in dirkača sta trčila, se odvrtela v pesek in oba odstopila. Zaradi odstopa vodilnih dveh dirkačev, sta se njuna moštvena kolega znašla v boju za zmago. Skoraj sta trčila v istem ovinku, ko je poskušal Coulthard po notranji strani prehiteti Herberta, kot je poskušal že Hill prehiteti Schumacherja. Coulthard ni bil obveščen o svojem kazenskem postanku, ker ga moštvo ni hotelo motiti, toda videl je obvestilo o kazni na enem od velikih zaslonov ob stezi. V devetinštiridesetem krogu mu je uspelo prehiteti Herberta, toda dva kroga kasneje je moral na kazenski postanek in padel je na tretje mesto, za Alesija. Ferrarijev dirkač je bil blizu Herberta, toda v zadnjem delu dirke je moral nekoliko upočasniti zaradi težave s pritiskom olja. S tem se je končal boj za prva tri mesta in pozornosti je bil deležen Barrichello, ki je ujel četrtouvrščenega Blundella od katerega je bil vidno hitrejši. V predzadnjem krogu ga je Barrichello napadel, Blundell ga je zaprl, in dirkača sta trčila. Barrichello je takoj odstopil, Blundell pa je s predrto zadnjo levo pnevmatiko lahko nadaljeval, toda v zadnjem krogu ga je prehitel Panis. Že drugo leto zapred je Barrichello trčil v McLarnov dirkalnik v zaključku te dirke, saj je na predhodni dirki za Veliko nagrado Velike Britanije trčil s Häkkinenom prav v zadnjem ovinku zadnjega kroga, ko se je bil prav tako boril za četrto mesto.
Herbert je po enainšestdesetih krogih zmagal s povprečno hitrostjo 195,682 km/h in s tem dosegel edino zmago v svoji karieri na svoji štiriinsedemdeseti dirki Svetovnega prvenstva Formule 1, s tem je tudi napredoval s šestega na četrto mesto v dirkaškem prvenstvu. Na stopničke sta se uvrstila še Alesi in Coulthard, z drugim mestom je Ferrari prehitel Williams v boju za drugo mesto v konstruktorskem prvenstvu. Panis je bil četrti pred Blundellom, ki je uspel pripeljati do cilja, kljub vožnji po treh kolesih v zadnjem krogu. Frentzen je s krogom zaostanka osvojil šesto mesto in eno prvenstveno točko, štirideset sekund pred skupino dirkačev, ki so jo sestavljali Martini, Salo in Boullion. Salo se je približal Minarjevem dirkaču v zadnjem delu dirke po tem, ko je prehitel moštvenega kolego, toda na ravnini Hangar je ob poskusu prehitevanja zapeljal na travo in se zavrtel za 360 stopinj. Badoer je za to skupino zaostal še deset sekund, tudi sam pa je prehitel Boullion po svojem zadnjem postanku v boksih. Barrichello je osvojil enajsto mesto pred Gachotom, ki je bil prvič uvrščen po dirki za Veliko nagrado Belgije 1992, kljub trem krogom zaostanka za zmagovalcem.

### Po dirki
»Občutki so bili fantastični, še posebej ker mi je to uspelo v Angliji, moji državi. Podpora s strani navijačev je bila neverjetna, zdaj razumem o čem sta govorila Nigel Mansell in Damon Hill.
Takoj ko sem prevzel vodstvo, so gledalci ob progi začeli mahati z britanskimi zastavami povsod ob stezi, toda sam sem se le osredotočil na dirko. Razmišljal sem o dirkalniku in kaj vse bi lahko šlo narobe v zadnjih desetih krogih. Toda vse je zdržalo. Moral bi staviti na svojo zmago, saj mi je bila ponujena stava v razmerju 25:1 za zmago, toda nisem stavil. Moral bi biti bolj samozavesten. Toda mislim da mi bo za zmaga prinesla velik korak naprej v moji karieri, od zdaj naprej pa bom lahko tudi veliko bolj samozavesten.«

Johnny Herbert o svoji prvi zmagi Formule 1
Herbertova prva zmaga Formule 1 v karieri je bila zelo popularna med gledalci in člani Benettonovega moštva, ne le ker je zmagal na domači dirki, ampak tudi zavoljo vseh težav, ki jih je moral premagati v začetku svoje kariere, predvsem po hudi nesreči na dirki Formule 3000 na dirkališču Brands Hatch v sezoni 1988, v kateri je utrpel hudo poškodbe noge, ki so ogrozile nadaljevanje njegove kariere. V tiskovni konferenci po dirki se je Herbert zahvalil trem ljudem, ki so mu še posebej pomagali v njegovi karieri, svoji ženi Becky, Petru Collinsu, za katerega je Herbert dejal, da ga je spravil dvakrat v Formulo 1, in Benettonovem športnem direktorju Flaviu Briatoreju, ker mu je za sezono 1995 zaupal enega od dirkalnikov. Herbert je zmago dosegel tudi pred svojima staršema, Bobom in Jane, ki sta prodajala izdelke njegovega navijaškega kluba med dirkaškim koncem tedna. S to zmago si je tudi zagotovil prihodnost v moštvu Benettona. Alesi je izrazil zadovoljstvo z drugim mesto, toda priznal, da se je v drugi polovici dirke že zadovoljiv s tretjim mestom, saj bi bilo prehitevanje Herberta ali Coultharda na stezi skoraj nemogoče. Za Coultharda je bil to sladko-kisel rezultat, saj je bil zadovoljen, da je dirko sploh konćal z okvaro elektronike, toda bil je razočaran, da je izgubil skoraj zanesljivo zmago zaradi prekoračitve omejitve v boksih. Nekaj dni za tem je svojo dirko v kolumni za dirkaško revijo opisal kot enega od tistih dni, ko ti gre vse narobe.
Večji del medijske pozornosti pa je bil vseeno osredotočen na dogajanje ob trčenju Schumacherja in Hilla v šestinštiridesetem krogu. Napetost med obema dirkačema je bila že prisotna zaradi incidenta na dirki za Veliko nagrado Francije, kjer je Schumacher obtožil Hilla, da je pred njim prekomerno zaviral. Schumacher je po dirki povedal: »Mislim da je bil Hillov manever neumen in povsem nepotreben. Na tem delu steze ni bilo prostora za dva dirkalnika, to tudi ni mesto za prehitevanje. Če me ne bi bilo tam, bi Hill zapeljal naravnost v pesek. Prišel je od daleč zadaj. Tudi pred svojimi gledalci je potrebno imeti svoj temperament pod nadzorom. To je bila bolj ali manj enaka situacija kot v Adelaidi lansko leto [na dirki za Veliko nagrado Avstralije 1994, kjer je trčenje odločilo o naslovu prvaka v Schumacherjevo korist], kjer je tudi poskušal prehitevati po notranji strani, kjer za to ni bilo prostora.« Hill je bil bolj previden v ocenjevanju incidenta, komentiral ga je z besedami: »Mislil sem, da sem videl priložnost za napad, toda bojim se, da Michaela na tak način ni mogoče prehiteti, zato je prišlo do trčenja, ki bi ga sam opisal kot dirkaško nesrečo.«. Vidni motošportni noviranji Alan Henry, Nigel Roebuck in Luc Domenjoz so se vsi strinjali, da je bil Hillov napad po notranji strani preveč optimističen, toda brez namere trčenja. Podobno je BBC-jev komentator in nekdanji dirkač Jonathan Palmer Hillov manever opisal kot »prevelik naval krvi v glavo«. Novinar Joe Saward je bil med tistimi, ki so špekulirali, da je Schumacher vzel ovinek Priory nekoliko širše kot običajno, kar bi lahko Hilla spodbudilo k poskusu manevra. Incident je bil tudi predmet preučevanja komisarjev, ki so obema dirkačema izdali resno opozorilo, da jima lahko naslendji podobni manevri prinesejo hujše kazni. Trčenje je, po Roebuckovem mnenju, zasenčilo dejstvo, da je Benetton ponovno za dirko pripravil boljšo strategijo od Williamsa, in da bi vodil Schumacher z veliko prednostjo, če ga ne bi Alesi zadrževal v prvem delu dirke. Tudi trčenje med Barrichellom in Blundellom v šestdesetem krogu je dvignilo nekaj prahu. Barrichello je obtožil Blundella, da je pred trčenjem prekomerno zaviral in da je povzročil trčenje s prehitro menjavo linije vožnje, Blundell pa je njegove obtožbe zavrnil in opozoril na Barrichellovo podobno trčenje s Häkkinenom na dirki leto pred tem. Komisarji so vzeli pod drobnogled tudi to trčenje, zaradi katerega so Blundellu izdali resno opozorilo.
V tednu po dirki je več britanskih časnikov poročalo, da je Frank Williams, ustanovitelj in športni direktor Williamsa, po dirki obiskal Benettonovo garažo, kjer se je Schumacherju in Briatoreju opravičil za trčenje, Hilla pa je označil za bedaka (prat). Istega dne so iz moštva Williamsa sporočili, da sta Hilla podprla Frank Williams in tehnični direktor Patrick Head ter da je bilo trčenje normalni del motošporta. Hill je tudi telefoniral lastniku komercialnih pravil Formule 1, Bernieju Ecclestonu, za nasvet, kako naj razreši to situacijo. Ecclestone mu je svetoval naj se Schumacherju opraviči, toda Hill tega ni storil. Trčenje je bilo v središču pozornosti tudi še pred dirko za Veliko nagrado Nemčije, še posebej, ker je Hillovi domači dirki takoj sledila Schumacherjeva.

## Rezultati

### Kvalifikacije
| Poz  | Št | Dirkač                   | Konstruktor        | 1. del    | 2. del    | Zaostanek |
| ---- | -- | ------------------------ | ------------------ | --------- | --------- | --------- |
| 1    | 5  | Damon Hill               | Williams-Renault   | 1:28,124  | 1:48,800  |           |
| 2    | 1  | Michael Schumacher       | Benetton-Renault   | 1:28,397  | 1:48,204  | +0,273    |
| 3    | 6  | David Coulthard          | Williams-Renault   | 1:28,947  | 1:48,012  | +0,823    |
| 4    | 28 | Gerhard Berger           | Ferrari            | 1:29,657  | 1:51,818  | +1,533    |
| 5    | 2  | Johnny Herbert           | Benetton-Renault   | 1:29,867  | 1:55,011  | +1,743    |
| 6    | 27 | Jean Alesi               | Ferrari            | 1:29,874  | 1:48,205  | +1,750    |
| 7    | 15 | Eddie Irvine             | Jordan-Peugeot     | 1:30,083  | 1:51,045  | +1,959    |
| 8    | 8  | Mika Häkkinen            | McLaren-Mercedes   | 1:30,140  | brez časa | +2,016    |
| 9    | 14 | Rubens Barrichello       | Jordan-Peugeot     | 1:30,354  | 1:49,152  | +2,230    |
| 10   | 7  | Mark Blundell            | McLaren-Mercedes   | 1:30,453  | 56:10,060 | +2,329    |
| 11   | 25 | Martin Brundle           | Ligier-Mugen-Honda | 1:30,946  | 1:49,414  | +2,822    |
| 12   | 30 | Heinz-Harald Frentzen    | Sauber-Ford        | 1:31,602  | 1:51,059  | +3,478    |
| 13   | 26 | Olivier Panis            | Ligier-Mugen-Honda | 1:31,842  | 1:51,657  | +3,718    |
| 14   | 3  | Ukjo Katajama            | Tyrrell-Yamaha     | 1:32,087  | 1:52,054  | +3,963    |
| 15   | 23 | Pierluigi Martini        | Minardi-Ford       | 1:32,259  | 2:13,471  | +4,135    |
| 16   | 29 | Jean-Christophe Boullion | Sauber-Ford        | 1:33,166  | 1:51,086  | +5,042    |
| 17   | 9  | Massimiliano Papis       | Footwork-Hart      | 1:34,154  | 1:53,097  | +6,030    |
| 18   | 24 | Luca Badoer              | Minardi-Ford       | 1:34,556  | 1:50,959  | +6,432    |
| 19   | 10 | Taki Inoue               | Footwork-Hart      | 1:35,323  | brez časa | +7,199    |
| 20   | 21 | Pedro Diniz              | Forti-Ford         | 1:36,023  | 5:51,829  | +7,899    |
| 21   | 16 | Bertrand Gachot          | Pacific-Ford       | 1:36,076  | brez časa | +7,952    |
| 22   | 22 | Roberto Moreno           | Forti-Ford         | 1:36,651  | 1:56,374  | +8,527    |
| 23   | 4  | Mika Salo                | Tyrrell-Yamaha     | brez časa | 1:48,639  | +20,515   |
| 24   | 17 | Andrea Montermini        | Pacific-Ford       | brez časa | 1:52,398  | +24,274   |
| Vir: |    |                          |                    |           |           |           |

### Dirka
| Poz  | Št | Dirkač                   | Konstruktor        | Krogi | Čas/Odstop  | Št. m. | Toč |
| ---- | -- | ------------------------ | ------------------ | ----- | ----------- | ------ | --- |
| 1    | 2  | Johnny Herbert           | Benetton-Renault   | 61    | 1:34:35,093 | 5      | 10  |
| 2    | 27 | Jean Alesi               | Ferrari            | 61    | + 16,479 s  | 6      | 6   |
| 3    | 6  | David Coulthard          | Williams-Renault   | 61    | + 23,888 s  | 3      | 4   |
| 4    | 26 | Olivier Panis            | Ligier-Mugen-Honda | 61    | + 1:33,168  | 13     | 3   |
| 5    | 7  | Mark Blundell            | McLaren-Mercedes   | 61    | + 1:48,172  | 10     | 2   |
| 6    | 30 | Heinz-Harald Frentzen    | Sauber-Ford        | 60    | +1 krog     | 12     | 1   |
| 7    | 23 | Pierluigi Martini        | Minardi-Ford       | 60    | +1 krog     | 15     |     |
| 8    | 4  | Mika Salo                | Tyrrell-Yamaha     | 60    | +1 krog     | 23     |     |
| 9    | 29 | Jean-Christophe Boullion | Sauber-Ford        | 60    | +1 krog     | 16     |     |
| 10   | 24 | Luca Badoer              | Minardi-Ford       | 60    | +1 krog     | 18     |     |
| 11   | 14 | Rubens Barrichello       | Jordan-Peugeot     | 59    | Trčenje     | 9      |     |
| 12   | 16 | Bertrand Gachot          | Pacific-Ford       | 58    | +3 krogi    | 21     |     |
| Ods  | 22 | Roberto Moreno           | Forti-Ford         | 48    | Motor       | 22     |     |
| Ods  | 1  | Michael Schumacher       | Benetton-Renault   | 45    | Trčenje     | 2      |     |
| Ods  | 5  | Damon Hill               | Williams-Renault   | 45    | Trčenje     | 1      |     |
| Ods  | 9  | Massimiliano Papis       | Footwork-Hart      | 28    | Zavrten     | 17     |     |
| Ods  | 3  | Ukjo Katajama            | Tyrrell-Yamaha     | 22    | Brez goriva | 14     |     |
| Ods  | 17 | Andrea Montermini        | Pacific-Ford       | 21    | Zavrten     | 24     |     |
| Ods  | 8  | Mika Häkkinen            | McLaren-Mercedes   | 20    | El. sistem  | 8      |     |
| Ods  | 28 | Gerhard Berger           | Ferrari            | 20    | Pnevmatika  | 4      |     |
| Ods  | 25 | Martin Brundle           | Ligier-Mugen-Honda | 16    | Zavrten     | 11     |     |
| Ods  | 10 | Taki Inoue               | Footwork-Hart      | 16    | Zavrten     | 19     |     |
| Ods  | 21 | Pedro Diniz              | Forti-Ford         | 13    | Menjalnik   | 20     |     |
| Ods  | 15 | Eddie Irvine             | Jordan-Peugeot     | 2     | El. sistem  | 0      |     |
| Vir: |    |                          |                    |       |             |        |     |